# Gornja Pastuša
Gornja Pastuša je naselje u Republici Hrvatskoj, u sastavu Grada Petrinja, Sisačko-moslavačka županija. 

## Povijest
U šumskom predjelu kod Pastuše potkraj srpnja 1991. godine velikosrpski su agresori nakon zatočeništva ubili četvoricu hrvatskih civila – Antuna Kardaša, Petra Pavića, Peru Likovića i Nikolu Nogića, pripadnika civilne zaštite Zvonka Govorčinovića, te dvojicu hrvatskih branitelja Petra Nogića i Davora Pavlovića. Sve su žrtve s kostajničkog i glinskog područja.
U petak 12. lipnja 2015. u spomen tim žrtvama otkriven je još jedan u nizu spomenika kojim se obilježavaju masovne grobnice hrvatskih civila i branitelja koje su ubili velikosrbi u agresiji na Hrvatsku. Spomen-obilježje je crni obelisk s raspuklinom u obliku križa, a na sredini je silueta ranjene golubice koja je simbol na svim označenim masovnim grobnicama u Hrvatskoj.

## Stanovništvo
Prema popisu stanovništva iz 2001. godine, naselje je imalo 32 stanovnika te 16 obiteljskih kućanstava.
| broj stanovnika | 26    | 277   | 279   | 232   | 234   | 257   | 400   | 428   | 197   | 193   | 189   | 169   | 157   | 146   | 32    | 31    | 22    |
|                 | 1857. | 1869. | 1880. | 1890. | 1900. | 1910. | 1921. | 1931. | 1948. | 1953. | 1961. | 1971. | 1981. | 1991. | 2001. | 2011. | 2021. |